# Везани
Везани је српски филм из 2025. године у режији Милоша Радуновића по сценарију Александра Теокаревића.
Свечана премијера филма биће одржана на 49. фестивалу филмског сценарија у Врњачкој Бањи.

## Радња
Ђорђе и Дивна су млади људи којима је ограничена слобода. Дивна је сањала да буде позната певачица, а приморана је да пева у кафани и изводи стриптиз, а Ђорђу рођена мајка ограничава слободу из страха да је не остави као његов отац.
Њих двоје се упознају и повезују путем музике, те доживљавају љубавну романсу. Испланирају да помогну једно другоме, да збаце са себе стеге и окове којим су везани, али пред њима је много препрека које их везују и које морају да превазиђу да би успели у томе...

## Улоге
| Глумац              | Улога |
| ------------------- | ----- |
| Стојан Ђорђевић     | Ђорђе |
| Тамара Милојковић   | Дивна |
| Јаков Јевтовић      | Црни  |
| Миљана Поповић      |       |
| Даница Ристовски    |       |
| Весна Паштровић     |       |
| Спасоје Миловановић |       |
| Милош Ђуровић       |       |
| Иван Томашевић      |       |